# لويس بلاناغومو
لويس بلاناغومو (مواليد 25 أكتوبر 1980)، هو لاعب كرة قدم إسباني معتزل.

## وصلات خارجية
- لويس بلاناغومو على موقع قاعدة بيانات كرة القدم.إي يو (الإنجليزية)
- لويس بلاناغومو على موقع Soccerway.com (الإنجليزية)
- لويس بلاناغومو على موقع عالم كرة القدم.نت (الإنجليزية)